# Cerkev sv. Helene, Pertoča
Cerkev svete Helene v vasi Pertoča (madžarsko Perestói Szent Ilona templom) spada k Župniji Pertoča in v Občino Rogašovci.

## Iz cerkvene zgodovine
V pisnem viru, ki ga je našel kanonik Franc Ivanoci, piše, da je bila za časa vladanja kralja Ludvika I. leta 1364 s pomočjo bogatejše gospode zgrajena cerkev v Pertoči. Leta 1698 pa vizitacijski zapisnik navaja, da je na hribčku postavljena cerkev v čast sveti Heleni. Zgrajena je iz dveh delov. Na vzhodni strani je prednji - starejši, drugi, ki je na zahodni strani pa je dodan pozneje. Vizitacijski zapisnik iz leta 1756 pa opisuje opremo tedanje cerkve. Imela je tri oltarje. Sveta Helena s križem je bila naslikana na glavnem. Na desni strani je bil oltar Svete Trojice, na levi pa blažene Device Marije.
V letih 1600–1680 so pertoško cerkev upravljali evangeličani.

## Zgradba prvotne cerkve
Pred sedanjo je bila cerkev iz leta 1963. Zakristijo je imela na severni evangelijski strani. Vhod v njo je bil od zunaj, iz nje pa v cerkev in na prižnico. Imela je glavni oltar s kipom svete Helene, lesen gotski oltarni nastavek, svetišče pa je ločila od ladje lesena obhajilna miza. V svetišču so bila tri gotska okna. Na koru so bile orgle, bolj igralnik, ker so bile piščali na obeh straneh kora na traverzah obešene na steno. V zvoniku so bili trije bronasti zvonovi in tudi stolpna ura, ki jo je 1948 naredil Anton Marič iz Ropoče. 18. maja 1959, ko je Pertoča dobila električno razsvetljavo, je bila le-ta speljana tudi v cerkev in v župnišče. Leta 1947 je bila poslikana notranjost cerkve, naslednje leto pa je bil ometan zvonik in prenovljena notranjščina cerkve. 

## Zidava sedanje cerkve
Za zidavo nove cerkve so bili narejeni trije načrti. Tretjega je naredil višji gradbeni tehnik Jože Požauko iz Maribora. Od prejšnje cerkve sta ostala zvonik in prezbiterij kot tudi stranska kapela.  
Verniki pertoške župnije so cerkev začeli graditi 6. avgusta 1963. leta. Že 1. decembra istega leta je bila v novi cerkvi Božja služba. Z deli so nadaljevali v naslednjem letu in toliko uredili notranjščino, da je mariborski škof 30. julija 1964 cerkev blagoslovil. Pred blagoslovitvijo je bila cerkev znotraj ometana s poljčanskim peskom, pozneje tudi znotraj z ravno takim belim ometom. Ta dan je bila tudi sveta birma. Cerkev svete Helene so gradili Pertočani, Večeslavčani, Ropočani, Kraščani, Gerlinčani in drugi.

## Opremljanje cerkve
V sedanji cerkvi ni množice kipov, klasičen oltar je le v prezbiteriju prejšnje cerkvice, zdaj kapele. Daritveni oltar, ki je v prezbiterju, je obrnjem proti ljudstvu. V ospredju je hrastov križ, ob križu je kip svete Helene, farne zaščitnice. Ta kaže z eno roko na križ, z drugo pa na tabernakelj. Na pertoškem cerkvenem križu ni Križanega. Pojasnilo je: Kadar je navzoč Kristus, živi Kristus, ni nujen njegov kip. In v tabernaklju na desni strani križa je Jezus živ. Nove so tudi orgle. Izdelal jih je mojster Franc Jenko iz Šentvida pri Ljubljani. Imajo dva manuala in 15 pojočih registrov. V cerkvi pa so tudi vitraži.
V 1992. letu so uredili nagrobnik v obliki marmornate mašne knjige, vanjo pa so vklesana imena umrli župnikov: Štefana Verena, Janoša Bagarija, Štefana Varge, Štefana Tratnjeka. Pravtako 1992. leta so izolirali temelje starega zvonika, potem pa temeljito popravili ostrešje in na njem zamenjali dotrajano pločevino z bakreno. Obnovili so kapele v Večeslavcih, Gerlincih, Ropoči, Kraščih in druga verska znamenja. Župljani so poskrbeli še za župnišče. Uredili so ga v nekdanji osnovni šoli, sedanji župnik pa ga je lepo opremil. V župnišču je urejena tudi veroučna učilnica.

## Arhitektura
Originalni gotski cerkvi iz 16. stoletja so v šestdesetih letih 20. stoletja podrli ladjo in zgradili novo v stilu stanovanjske arhitekture. V gotski arhitekturi sta ohranjena le prezbiterij in zvonik.